# Barros Blancos
Barros Blancos, nominata anche Capitán Juan Antonio Artigas, è una città del dipartimento di Canelones in Uruguay. Fu fondata nel 1951.